# Jean-François Hoeben
Jean-François Hoeben est un architecte moderniste belge né à Ixelles en 1896 et décédé à Schaerbeek en 1969. Après la Première Guerre mondiale, Hoeben a notamment contribué avec d'autres architectes tels que Rubbers, Hoste et Pompe à la construction de la cité-jardin du Kapelleveld à Woluwe-Saint-Lambert.

## Biographie
Il participe à la réalisation des cités-jardins bruxelloises de Kapelleveld et de Moortebeek, aux côtés pour cette dernière de Joseph Diongre, René Bragard et Fernand Brunfaut (entre autres). 
Adepte du style moderniste, il réalise en 1924 la maison du sculpteur Maurice Xhrouet à Uccle, concourt aux Expositions internationales d’Anvers et  de Liège de 1930 pour lesquelles il dessine le Pavillon du nitrate de soude du Chili, et signe sa propre maison en 1932 à Woluwe-Saint-Pierre.

## Réalisations
- 1922-1926 Cité-jardin du Kapelleveld à Woluwe-Saint-Lambert : urbaniste Louis Van der Swaelmen, architectes Antoine Pompe, Huib Hoste, Jean-François Hoeben et Paul Rubbers
- 1922 Cité Moortebeek à Anderlecht